# Orco (personaggio)
Orco è un personaggio dei fumetti, creato da Roy Thomas (testi) e Werner Roth (disegni), pubblicato dalla Marvel Comics. La sua apparizione avviene in X-Men (prima serie) n. 28.
È un mercenario che ha fatto parte di alcuni gruppi criminali.

## Biografia del personaggio
Orco è un mercenario che fa la sua prima apparizione come membro di Fattore Tre, una pericolosa organizzazione criminale che ha lo scopo di far scoppiare la Terza Guerra Mondiale per governare così su quel che sarebbe restato del mondo. Nonostante questo fosse un gruppo mutante, Orco (che è un comune essere umano) non si fa scrupoli ad entrarvi.
Tra le sue imprese in questo gruppo ricordiamo la cattura e il plagio di Banshee e il tentativo di rapire il Professor X, andato a monte per l'intervento degli stessi X-Men. Pur venendo catturato dal Mimo, riuscì a sfuggire alle forze dell'ordine e a dileguarsi facendo perdere le sue tracce.
Dopo la dissoluzione di Fattore Tre Orco condusse una vita ascetica in una vecchia base dismessa del gruppo mutante. In questo periodo evitò ogni coinvolgimento con altre organizzazioni criminali come l'HYDRA o l'A.I.M.
Anni dopo, però, entrò in contatto coi Thunderbolts che decisero di reclutarlo per le sue notevoli capacità scientifiche. In questa occasione rivelò che in passato, assieme ai membri di Fattore Tre, aveva catturato Humus Sapien un potentissimo mutante con la capacità di distruggere qualsiasi cosa di non organico. Per la natura pericolosa dei suoi poteri e per il fatto che ogni volta che li usava morivano delle persone a caso sulla terra, fu però ibernato.
In uno scontro con Fixer, però, Humus Sapien fu liberato e dette sfogo a parte dei suoi poteri accumulati. In questa occasione morirono migliaia di persone e lo stesso Humus Sapien si rese conto della minaccia che rappresentava. Decise perciò di autoesiliarsi nello spazio estremo. Inaspettatamente anche Orco si unì a questa sua decisione e partì con lui per le profondità del cosmo.

## Poteri e abilità
Orco è un uomo comune, ma con una spiccata propensione per le scienze. Egli infatti progettò e costruì molti dispositivi, veicoli, armi e addirittura veicoli spaziali. Indossava una tuta speciale dotata di vari poteri. Poteva infatti emettere raggi di energia, raggi propellenti per volare, raggi accecanti e raggi repellenti che usava spesso in combattimento.